# Nghĩa An, thành phố Quảng Ngãi
Nghĩa An là một xã cũ thuộc thành phố Quảng Ngãi, tỉnh Quảng Ngãi, Việt Nam.
Xã Nghĩa An có diện tích 3,16 km², dân số năm 2018 là 21.019 người, mật độ dân số đạt 6.652 người/km².

## Địa lý
Xã Nghĩa An xét về địa lý giống như cồn đảo vì phía Đông giáp biển Đông, phía Tây bị dòng sông Phú Thọ (nối sông Trà Khúc và sông Vệ) chia cắt.

## Lịch sử
Trước đây xã này trực thuộc huyện Tư Nghĩa, cho đến khi Thủ tướng Chính phủ Việt Nam ký Nghị quyết số 123/NQ-CP có nội dung sáp nhập Nghĩa An vào địa phận thành phố Quảng Ngãi.